# Дарю, Наполеон
Граф Наполе́он Дарю́ (фр. Napoléon Daru; 1807—1890) — французский государственный деятель.
Сын Пьера Дарю, служил в армии. Позже посвятил себя вопросам о публичных работах и железнодорожном деле и написал «Des chemins de fer et de l’application de la loi du 11 juin 1842» (Париж, 1843).
В Законодательном собрании 1849—1851 годов принадлежал к умеренной партии. В день государственного переворота 2 декабря 1851 года Дарю, как вице-президент собрания, созвал представителей в мэрию 10-го округа; но этот «маленький парламент» был рассеян войсками, и Дарю попал в список изгнанников.
Избранный в 1869 году членом законодательного корпуса, Дарю примкнул к династической оппозиции (так наз. сто шестнадцать), требовавшей введения парламентской системы. Получив в министерстве Оливье (2 января 1870) портфель иностранных дел, Дарю скоро из него вышел вместе с Бюффе, потому что был противником плебисцита.
После падения империи был избран депутатом в Национальное собрание, где принадлежал к правому центру; с 1876 по 1879 годы был сенатором. Написал ещё: «Le comte Beugnot» (1865).